# Marian Hillar
Marian Hillar, född 22 mars 1938, är en amerikansk filosof, teolog och lingvist. 
Hillar är en erkänd auktoritet på Miguel Serveto och tillsammans med Christopher Hoffman har han översatt merparten av Servetos verk från latin till engelska. Han kom fram till att Servetos väsentliga arv snarare var hans grundliga sökande efter sanningen och rätten till samvetsfrihet, än hans teologi och vetenskapliga upptäckter. Hillar studerade Servetos påverkan på omvärlden och socinianismens utveckling och idéer under 1500- och 1600-talen som föregångare till upplysningen och den moderna tiden. Hillar forskar inom idéhistorien och är författare till många studier i filosofihistoria, om etik, om teologiska trossatser och om den radikala reformationen.

## Biografi
Marian Hillar föddes 1938 i Bydgoszcz i dagens Polen i en familj vars anor sträcker sig tillbaka till 1300-talets Holland. Han avlade examen vid Medicinska universitetet i Gdańsk och studerade vid Jagellonska universitetet i Kraków och vid Sorbonne i Paris. Han är både medicine doktor (M.D., Gdańsk 1962) och filosofie doktor (Ph.D., Gdańsk 1966). År 1969 fick Hillar ett erbjudande om att forska vid Baylor College of Medicine i Houston och bosatte sig i USA, där han 1977 blev medborgare. I sitt yrkesverksamma liv har Hillar forskat och undervisat; i Europa vid Medicinska universitetet i Gdańsk i Polen och vid Università degli studi di Camerino i Italien, i USA vid Baylor College of Medicine i Houston och vid Ponce School of Medicine i Puerto Rico. För närvarande verkar Hillar som professor i filosofi och religionsvetenskap och han är föreståndare för ”Center for Socinian, Philosophical, and Religious Studies”, som han grundade 1986. Hillar är dessutom professor i biokemi och molekylärbiologi vid Texas Southern University i Houston.

## Filosofi- och religionshistoria
Marian Hillar har publicerat undersökningar om den hippokratiska medicinens livsåskådning; den grekiska antika vetenskapsfilosofin och vetenskapens ursprung; antikens filosofi; befrielseteologin; Nya testamentet; Dödahavsrullarna; de tidiga kristna författarna och kristendomens ursprung, Filon av Alexandria, Numenios av Apameia, Flavius Josefus (där Hillar bland annat argumenterar för att Testimonium Flavianum är ett senare kristet tillägg), de tidiga kyrkofäderna och utveckling av teorier om logos och om treenigheten; studier i etik – stoikernas, Thomas av Aquinos, Immanuel Kants; den radikala reformationen och utvecklingen av antitrinitarismens läror; socinianismen; utvecklingen av de moderna idéerna om samvetsfrihet och om separation mellan kyrka och stat (sekularism).

## Utveckling av teorin om logos och om treenigheten
Hillars främsta teologiska arbete består av att ha visat hur treenighetsläran utvecklades från skilda ursprung genom framväxten av de judiska messianska förväntningar som under århundradena omvandlades. Han identifierade dess källor som varande det grekiska filosofiska begreppet logos, filosofiska medelplatonska idéer, främst de som fördes fram av Numenios av Apameia och av Filon av Alexandria, och Egyptens religiösa idéer om gudomlighetens treenighet.

## Redaktörskap
Hillar är tidigare huvudredaktör och grundare av Essays in the Philosophy of Humanism, en referentgranskad vetenskaplig tidskrift som sedan 1992 årligen ges ut av ”Humanists of Houston”, en lokalavdelning till ”American Humanist Association”.

## Publikationer i urval
- Hillar, Marian. (1994) (på engelska). Energetics and Kinetic Mechanisms of Enzyme Function. Whittier Publications, Lido Beach, New York.
- Hillar, Marian. (1997, 1999) (på engelska). The Case of Michael Servetus (1511-1553) – The Turning Point in the Struggle for Freedom of Conscience. The Edwin Mellen Press, Lewiston N.Y.; 2nd print 1999.
- Hillar, Marian & Allen, Claire S. (2002) (på engelska). Michael Servetus:  Intellectual Giant, Humanist, and Martyr. Lanham, New York, Oxford: University Press of America.
- Hillar, Marian. (2005) “Flavius Josephus and His Testimony Concerning the Historical Jesus,” Essays in the Philosophy of Humanism Vol. 13, Houston, TX., s. 66–103. Se ”Flavius Josephus and His Testimony Concerning the Historical Jesus, s. 1–40”. http://www.socinian.org/files/Testimonium_Flavianum_FULL_TEXT.pdf.
- Hillar, Marian & Hoffman, Christopher A. (2007) (på engelska). The Restoration of Christianity. An English Translation of Christianismi restitutio, 1553, by Michael Servetus (1511-1553). Translated by Christopher A. Hoffman and Marian Hillar. Lewiston, NY; Queenston, Ont., Canada; Lampeter, Wales, UK: The Edwin Mellen Press.
- Hillar, Marian & Hoffman, Christopher A. (2008) (på engelska). Treatise on Faith and Justice of Christ’s Kingdom by Michael Servetus. Selected and Translated from Christianismi restitutio by Christopher A. Hoffman and Marian Hillar. Lewiston, NY; Queenston, Ont., Canada; Lampeter, Wales, UK: The Edwin Mellen Press.
- Hillar, Marian & Hoffman, Christopher A. (2008) (på engelska). Treatise Concerning the Supernatural Regeneration and the Kingdom of the Antichrist by Michael Servetus. Selected and Translated from Christianismi restitutio by Christopher A. Hoffman and Marian Hillar. Lewiston, NY;  Queenston, Ont., Canada; Lampeter, Wales, UK: The Edwin Mellen Press.
- Hillar, Marian & Hoffman, Christopher A. (2010) (på engelska). Thirty Letters to Calvin & Sixty Signs of the Antichrist by Michael Servetus. Translated from Christianismi restitutio by Christopher A. Hoffman and Marian Hillar. Lewiston, NY;  Queenston, Ont., Canada; Lampeter, Wales, UK: The Edwin Mellen Press.
- Naya, Juan & Hillar, Marian (eds.) (2011) (på engelska). Michael Servetus, Heartfelt: Proceedings of the International Servetus Congress, Barcelona, 20–21 October 2006. Lanham, MD and Plymouth UK: University Press of America.
- Hillar, Marian. (2012) (på engelska). From Logos to Trinity: The Evolution of Religious Beliefs from Pythagoras to Tertullian. Cambridge: Cambridge University Press. Libris 12636001. ISBN 978-1-107-01330-8